# Élections législatives de 1988 dans les Alpes-Maritimes
Les élections législatives françaises de 1988  se déroulent les 5 et 12 juin 1988. Dans le département des Alpes-Maritimes, neuf députés sont à élire dans le cadre de neuf circonscriptions.

## Élus
| Circonscription | Député sortant        | Parti                 | Parti                 | Député élu ou réélu | Parti | Parti     |
| --------------- | --------------------- | --------------------- | --------------------- | ------------------- | ----- | --------- |
| 1re             | Scrutin proportionnel | Scrutin proportionnel | Scrutin proportionnel | Charles Ehrmann     |       | UDF (PR)  |
| 2e              | Scrutin proportionnel | Scrutin proportionnel | Scrutin proportionnel | Martine Daugreilh   |       | RPR       |
| 3e              | Scrutin proportionnel | Scrutin proportionnel | Scrutin proportionnel | Rudy Salles         |       | UDF (PR)  |
| 4e              | Scrutin proportionnel | Scrutin proportionnel | Scrutin proportionnel | Emmanuel Aubert     |       | RPR       |
| 5e              | Scrutin proportionnel | Scrutin proportionnel | Scrutin proportionnel | Christian Estrosi   |       | RPR       |
| 6e              | Scrutin proportionnel | Scrutin proportionnel | Scrutin proportionnel | Suzanne Sauvaigo    |       | RPR       |
| 7e              | Scrutin proportionnel | Scrutin proportionnel | Scrutin proportionnel | Pierre Merli        |       | UDF (Rad) |
| 8e              | Scrutin proportionnel | Scrutin proportionnel | Scrutin proportionnel | Louise Moreau       |       | UDF (AD)  |
| 9e              | Scrutin proportionnel | Scrutin proportionnel | Scrutin proportionnel | Pierre Bachelet     |       | RPR       |

## Positionnement des partis
L'UDF et le RPR se présentent unis sous l'étiquette « Union du Rassemblement et du Centre » tandis que les candidats du Parti socialiste se rangent sous la bannière de la « Majorité présidentielle pour la France unie », slogan de la campagne présidentielle de François Mitterrand.

## Résultats

### Résultats à l'échelle du département
| Parti          | Parti                               | Premier tour | Premier tour | Second tour | Second tour | Sièges |
| Parti          | Parti                               | Voix         | %            | Voix        | %           | Sièges |
| -------------- | ----------------------------------- | ------------ | ------------ | ----------- | ----------- | ------ |
|                | Rassemblement pour la République    | 92 824       | 23,07        | 149 091     | 34,28       | 5      |
|                | Union pour la démocratie française  | 77 331       | 19,22        | 112 077     | 25,77       | 4      |
|                | Divers droite                       | 7 643        | 1,90         |             |             | 0      |
|                | Union du Rassemblement et du Centre | 177 798      | 44,20        | 261 168     | 60,05       | 9      |
|                |                                     |              |              |             |             |        |
|                | Parti socialiste                    | 98 436       | 24,47        | 173 726     | 39,95       | 0      |
|                | Divers gauche (Maj. prés.)          | 3 371        | 0,84         |             |             | 0      |
|                | diss. Parti socialiste              | 1 946        | 0,48         | 0           |             |        |
|                | La France unie                      | 103 753      | 25,79        | 173 726     | 39,95       | 0      |
|                |                                     |              |              |             |             |        |
|                | Front national                      | 78 064       | 19,41        | Retrait     | Retrait     | 0      |
|                | Parti communiste français           | 42 663       | 10,61        |             |             | 0      |
|                |                                     |              |              |             |             |        |
| Inscrits       | Inscrits                            | 650 717      | 100,00       | 650 648     | 100,00      | 9      |
| Abstentions    | Abstentions                         | 241 741      | 37,15        | 201 786     | 31,01       |        |
| Votants        | Votants                             | 408 976      | 62,85        | 448 862     | 68,99       |        |
| Blancs et nuls | Blancs et nuls                      | 6 698        | 1,64         | 13 968      | 3,11        |        |
| Exprimés       | Exprimés                            | 402 278      | 98,36        | 434 894     | 96,89       |        |

### Résultats par circonscription

#### Première circonscription (Nice-Sud)
| Candidat         | Candidat                      | Parti          | Premier tour | Premier tour | Second tour | Second tour |  |
| Candidat         | Candidat                      | Parti          | Voix         | %            | Voix        | %           |  |
| ---------------- | ----------------------------- | -------------- | ------------ | ------------ | ----------- | ----------- |  |
|                  | Charles Ehrmann sortant réélu | UDF (PR) (URC) | 16 483       | 40,99        | 25 045      | 57,37       |  |
|                  | Richard Pogliano              | PS (MRG)       | 9 136        | 22,72        | 18 610      | 42,63       |  |
|                  | Jean-Pierre Gost              | FN             | 7 289        | 18,12        |             |             |  |
|                  | Charles Caressa               | PCF            | 5 044        | 12,54        |             |             |  |
|                  | Jacques Randon                | Divers gauche  | 2 265        | 5,63         |             |             |  |
|                  |                               |                |              |              |             |             |  |
| Inscrits         | Inscrits                      | Inscrits       | 66 203       | 100,00       | 66 204      | 100,00      |  |
| Abstentions      | Abstentions                   | Abstentions    | 25 299       | 38,21        | 21 300      | 32,17       |  |
| Votants          | Votants                       | Votants        | 40 904       | 61,79        | 44 904      | 67,83       |  |
| Blancs et nuls   | Blancs et nuls                | Blancs et nuls | 687          | 1,68         | 1 249       | 2,78        |  |
| Exprimés         | Exprimés                      | Exprimés       | 40 217       | 98,32        | 43 655      | 97,22       |  |
| Source : Gallica |                               |                |              |              |             |             |  |

#### Deuxième circonscription (Nice-Centre)
| Candidat       | Candidat               | Parti                      | Premier tour | Premier tour | Second tour | Second tour |  |
| Candidat       | Candidat               | Parti                      | Voix         | %            | Voix        | %           |  |
| -------------- | ---------------------- | -------------------------- | ------------ | ------------ | ----------- | ----------- |  |
|                | Martine Daugreilh élue | RPR (URC)                  | 18 681       | 44,08        | 29 241      | 63,61       |  |
|                | Patrick Mottard        | PS                         | 11 107       | 26,21        | 16 731      | 36,39       |  |
|                | Adrienne Franchi       | FN                         | 8 643        | 20,40        |             |             |  |
|                | Marlène Pallano        | PCF                        | 2 517        | 5,94         |             |             |  |
|                | Jean-Michel Galy       | Divers gauche (Maj. prés.) | 1 106        | 2,61         |             |             |  |
|                | Jean-Louis Bernard     | Divers droite              | 324          | 0,76         |             |             |  |
|                |                        |                            |              |              |             |             |  |
| Inscrits       | Inscrits               | Inscrits                   | 72 240       | 100,00       | 72 240      | 100,00      |  |
| Abstentions    | Abstentions            | Abstentions                | 29 320       | 40,59        | 25 113      | 34,76       |  |
| Votants        | Votants                | Votants                    | 42 920       | 59,41        | 47 127      | 65,24       |  |
| Blancs et nuls | Blancs et nuls         | Blancs et nuls             | 542          | 1,26         | 1 155       | 2,45        |  |
| Exprimés       | Exprimés               | Exprimés                   | 42 378       | 98,74        | 45 972      | 97,55       |  |

#### Troisième circonscription (Nice-Nord)
| Candidat       | Candidat               | Parti          | Premier tour | Premier tour | Second tour | Second tour |  |
| Candidat       | Candidat               | Parti          | Voix         | %            | Voix        | %           |  |
| -------------- | ---------------------- | -------------- | ------------ | ------------ | ----------- | ----------- |  |
|                | Rudy Salles élu        | UDF (PR) (URC) | 14 669       | 34,91        | 26 976      | 58,13       |  |
|                | Jacques Peyrat sortant | FN             | 10 376       | 24,69        | Retrait     | Retrait     |  |
|                | Michèle Matringe       | PS             | 9 878        | 23,51        | 19 429      | 41,87       |  |
|                | Louis Broch            | PCF            | 5 155        | 12,27        |             |             |  |
|                | Antoine Léonetti       | diss. PS       | 1 946        | 4,63         |             |             |  |
|                |                        |                |              |              |             |             |  |
| Inscrits       | Inscrits               | Inscrits       | 72 099       | 100,00       | 72 099      | 100,00      |  |
| Abstentions    | Abstentions            | Abstentions    | 29 408       | 40,79        | 24 484      | 33,96       |  |
| Votants        | Votants                | Votants        | 42 691       | 59,21        | 47 615      | 66,04       |  |
| Blancs et nuls | Blancs et nuls         | Blancs et nuls | 667          | 1,56         | 1 210       | 2,54        |  |
| Exprimés       | Exprimés               | Exprimés       | 42 024       | 98,44        | 46 405      | 97,46       |  |

#### Quatrième circonscription (Menton)
| Candidat       | Candidat                      | Parti          | Premier tour | Premier tour | Second tour | Second tour |  |
| Candidat       | Candidat                      | Parti          | Voix         | %            | Voix        | %           |  |
| -------------- | ----------------------------- | -------------- | ------------ | ------------ | ----------- | ----------- |  |
|                | Emmanuel Aubert sortant réélu | RPR (URC)      | 14 478       | 31,86        | 26 770      | 55,76       |  |
|                | Michèle Mathieu               | PS             | 9 754        | 21,47        | 21 239      | 44,24       |  |
|                | Robert Gazut                  | FN             | 5 872        | 12,92        |             |             |  |
|                | Roger Bennati                 | PCF            | 5 643        | 12,42        |             |             |  |
|                | René Vestri                   | Divers droite  | 4 947        | 10,89        |             |             |  |
|                | Jean-Claude Guibal            | UDF (CDS)      | 4 747        | 10,45        |             |             |  |
|                |                               |                |              |              |             |             |  |
| Inscrits       | Inscrits                      | Inscrits       | 70 265       | 100,00       | 70 259      | 100,00      |  |
| Abstentions    | Abstentions                   | Abstentions    | 24 116       | 34,32        | 19 312      | 27,49       |  |
| Votants        | Votants                       | Votants        | 46 149       | 65,68        | 50 947      | 72,51       |  |
| Blancs et nuls | Blancs et nuls                | Blancs et nuls | 708          | 1,53         | 2 938       | 5,77        |  |
| Exprimés       | Exprimés                      | Exprimés       | 45 441       | 98,47        | 48 009      | 94,23       |  |

#### Cinquième circonscription (Nice-Montagne)
| Candidat       | Candidat                    | Parti          | Premier tour | Premier tour | Second tour | Second tour |  |
| Candidat       | Candidat                    | Parti          | Voix         | %            | Voix        | %           |  |
| -------------- | --------------------------- | -------------- | ------------ | ------------ | ----------- | ----------- |  |
|                | Christian Estrosi élu       | RPR (URC)      | 16 746       | 35,73        | 27 941      | 51,91       |  |
|                | Jean-Hugues Colonna sortant | PS             | 14 413       | 30,76        | 25 881      | 48,09       |  |
|                | Max Baeza                   | FN             | 7 787        | 16,62        |             |             |  |
|                | Louis Fiori                 | PCF            | 7 387        | 15,76        |             |             |  |
|                | Michel Gorlier              | Divers droite  | 329          | 0,7          |             |             |  |
|                | Dominique Boscher           | Divers droite  | 200          | 0,43         |             |             |  |
|                |                             |                |              |              |             |             |  |
| Inscrits       | Inscrits                    | Inscrits       | 74 632       | 100,00       | 74 624      | 100,00      |  |
| Abstentions    | Abstentions                 | Abstentions    | 26 850       | 35,98        | 19 388      | 25,98       |  |
| Votants        | Votants                     | Votants        | 47 782       | 64,02        | 55 236      | 74,02       |  |
| Blancs et nuls | Blancs et nuls              | Blancs et nuls | 920          | 1,93         | 1 414       | 2,56        |  |
| Exprimés       | Exprimés                    | Exprimés       | 46 862       | 98,07        | 53 822      | 97,44       |  |

#### Sixième circonscription (Cagnes-sur-Mer)
| Candidat       | Candidat              | Parti          | Premier tour | Premier tour | Second tour | Second tour |  |
| Candidat       | Candidat              | Parti          | Voix         | %            | Voix        | %           |  |
| -------------- | --------------------- | -------------- | ------------ | ------------ | ----------- | ----------- |  |
|                | Suzanne Sauvaigo élue | RPR (URC)      | 20 066       | 41,86        | 31 451      | 61,47       |  |
|                | Odette Boivin         | PS             | 12 507       | 26,09        | 19 713      | 38,53       |  |
|                | Albert Peyron sortant | FN             | 10 678       | 22,27        | Retrait     | Retrait     |  |
|                | Marius Papi           | PCF            | 4 688        | 9,78         |             |             |  |
|                |                       |                |              |              |             |             |  |
| Inscrits       | Inscrits              | Inscrits       | 77 248       | 100,00       | 77 248      | 100,00      |  |
| Abstentions    | Abstentions           | Abstentions    | 28 521       | 36,92        | 24 467      | 31,67       |  |
| Votants        | Votants               | Votants        | 48 727       | 63,08        | 52 781      | 68,33       |  |
| Blancs et nuls | Blancs et nuls        | Blancs et nuls | 788          | 1,62         | 1 617       | 3,06        |  |
| Exprimés       | Exprimés              | Exprimés       | 47 939       | 98,38        | 51 164      | 96,94       |  |

#### Septième circonscription (Antibes)
| Candidat       | Candidat           | Parti           | Premier tour | Premier tour | Second tour | Second tour |  |
| Candidat       | Candidat           | Parti           | Voix         | %            | Voix        | %           |  |
| -------------- | ------------------ | --------------- | ------------ | ------------ | ----------- | ----------- |  |
|                | Pierre Merli élu   | UDF (Rad) (URC) | 22 833       | 46,48        | 33 482      | 65,19       |  |
|                | Michel Rolant      | PS              | 11 943       | 24,31        | 17 882      | 34,81       |  |
|                | Claude Scannapieco | FN              | 10 904       | 22,19        | Retrait     | Retrait     |  |
|                | Gérard Piel        | PCF             | 3 449        | 7,02         |             |             |  |
|                |                    |                 |              |              |             |             |  |
| Inscrits       | Inscrits           | Inscrits        | 77 639       | 100,00       | 77 639      | 100,00      |  |
| Abstentions    | Abstentions        | Abstentions     | 27 653       | 35,62        | 24 529      | 31,59       |  |
| Votants        | Votants            | Votants         | 49 986       | 64,38        | 53 110      | 68,41       |  |
| Blancs et nuls | Blancs et nuls     | Blancs et nuls  | 857          | 1,71         | 1 746       | 3,29        |  |
| Exprimés       | Exprimés           | Exprimés        | 49 129       | 98,29        | 51 364      | 96,71       |  |

#### Huitième circonscription (Cannes)
| Candidat       | Candidat                      | Parti          | Premier tour | Premier tour | Second tour | Second tour |  |
| Candidat       | Candidat                      | Parti          | Voix         | %            | Voix        | %           |  |
| -------------- | ----------------------------- | -------------- | ------------ | ------------ | ----------- | ----------- |  |
|                | Louise Moreau sortante réélue | UDF (AD) (URC) | 18 599       | 48,4         | 26 574      | 65,32       |  |
|                | Henri Rossi                   | PS             | 9 139        | 23,78        | 14 111      | 34,68       |  |
|                | Jean Boulangeot               | FN             | 8 066        | 20,99        | Retrait     | Retrait     |  |
|                | Ghislaine Picot               | PCF            | 2 160        | 5,62         |             |             |  |
|                | Michel Brun                   | Divers droite  | 460          | 1,2          |             |             |  |
|                |                               |                |              |              |             |             |  |
| Inscrits       | Inscrits                      | Inscrits       | 60 269       | 100,00       | 60 268      | 100,00      |  |
| Abstentions    | Abstentions                   | Abstentions    | 21 127       | 35,05        | 18 453      | 30,62       |  |
| Votants        | Votants                       | Votants        | 39 142       | 64,95        | 41 815      | 69,38       |  |
| Blancs et nuls | Blancs et nuls                | Blancs et nuls | 718          | 1,83         | 1 130       | 2,7         |  |
| Exprimés       | Exprimés                      | Exprimés       | 38 424       | 98,17        | 40 685      | 97,3        |  |

#### Neuvième circonscription (Grasse)
| Candidat       | Candidat                      | Parti          | Premier tour | Premier tour | Second tour | Second tour |  |
| Candidat       | Candidat                      | Parti          | Voix         | %            | Voix        | %           |  |
| -------------- | ----------------------------- | -------------- | ------------ | ------------ | ----------- | ----------- |  |
|                | Pierre Bachelet sortant réélu | RPR (URC)      | 22 853       | 45,83        | 33 688      | 62,6        |  |
|                | Francis Giolitti              | PS             | 10 559       | 21,18        | 20 130      | 37,4        |  |
|                | Hubert Gambade                | FN             | 8 449        | 16,94        |             |             |  |
|                | Georges Vassallo              | PCF            | 6 620        | 13,28        |             |             |  |
|                | Henri-Philippe Goby           | Divers droite  | 1 383        | 2,77         |             |             |  |
|                | Luc d'Halluin                 | UDF (PR)       | 0            | 0            |             |             |  |
|                |                               |                |              |              |             |             |  |
| Inscrits       | Inscrits                      | Inscrits       | 80 122       | 100,00       | 80 067      | 100,00      |  |
| Abstentions    | Abstentions                   | Abstentions    | 29 447       | 36,75        | 24 740      | 30,9        |  |
| Votants        | Votants                       | Votants        | 50 675       | 63,25        | 55 327      | 69,1        |  |
| Blancs et nuls | Blancs et nuls                | Blancs et nuls | 811          | 1,6          | 1 509       | 2,73        |  |
| Exprimés       | Exprimés                      | Exprimés       | 49 864       | 98,4         | 53 818      | 97,27       |  |